# Oakland Raiders 2016
La stagione 2016 degli Oakland Raiders è stata la 47ª della franchigia nella National Football League, la 57ª complessiva e la seconda sotto la direzione del capo-allenatore Jack Del Rio.
Con la vittoria sui San Diego Chargers nella settimana 15, i Raiders si sono assicurati la prima qualificazione ai playoff dal 2002.

## Possibile trasferimento
A causa delle condizioni fatiscenti del vecchio O.Co Coliseum, alcune voci hanno dato la notizia che i Raiders si sarebbero trasferiti a Los Angeles (città che era già stata sede dei Raiders dal 1983 al 1994), dopo la decisione della lega di consentire ai St. Louis Rams di spostarsi anch'essi a Los Angeles. Il 4 gennaio 2016 i Raiders hanno presentato un'istanza ufficiale in tal senso contemporaneamente ai già citati Rams e ai San Diego Chargers. Il successivo 12 gennaio la NFL ha quindi deciso di concedere il diritto di trasferire la franchigia a Los Angeles soltanto ai Rams, rifiutando la domanda dei Raiders e dei Chargers. Mentre i Chargers hanno comunque ottenuto il diritto di opzione per diventare partner dei Rams, i Raiders potranno diventare partner dei Raiders soltanto in caso di rinuncia al diritto di opzione della squadra di San Diego. L'11 febbraio 2016, quindi, i Raiders hanno annunciato che avrebbero disputato la stagione 2016 ancora ad Oakland. Nel frattempo, anche Las Vegas venne valutata una possibile opzione per un futuro trasferimento. Questo venne ufficializzato a partire dal 27 marzo 2017.

## Scelte nel Draft 2016
| Scelte dei Raiders nel Draft 2016 |        |                    |       |                |
| Giro                              | Scelta | Giocatore          | Ruolo | College        |
| 1º                                | 14ª    | Karl Joseph        | S     | West Virginia  |
| 2º                                | 44ª    | Jihad Ward         | DE    | Illinois       |
| 3º                                | 75ª    | Shilique Calhoun   | DE    | Michigan State |
| 4º                                | 100ª   | Connor Cook        | QB    | Michigan State |
| 5º                                | 143ª   | DeAndre Washington | RB    | Texas Tech     |
| 6º                                | 194ª   | Cory James         | LB    | Colorado State |
| 7º                                | 234ª   | Vadal Alexander    | G     | LSU            |

## Calendario e risultati
Gli orari sono tutti riferiti al fuso orario della costa occidentale degli Stati Uniti (PDT).

### Pre-stagione
| Turno | Data             | Ora   | In casa           | Risultato | Trasferta        | Record | Luogo                                                 |
| ----- | ---------------- | ----- | ----------------- | --------- | ---------------- | ------ | ----------------------------------------------------- |
| 1     | 12 agosto 2016   | 19:00 | Arizona Cardinals | V 10-31   | Oakland Raiders  | 1-0    | University of Phoenix Stadium (Glendale, Arizona)     |
| 2     | 18 agosto 2016   | 17:00 | Green Bay Packers | S 12-20   | Oakland Raiders  | 1-1    | Lambeau Field (Green Bay, Wisconsin)                  |
| 3     | 27 agosto 2016   | 17:00 | Oakland Raiders   | S 14-27   | Tennessee Titans | 1-2    | Oakland-Alameda County Coliseum (Oakland, California) |
| 4     | 1 settembre 2016 | 19:00 | Oakland Raiders   | S 21-23   | Seattle Seahawks | 1-3    | Oakland-Alameda County Coliseum (Oakland, California) |

### Stagione regolare
| Turno | Data               | Ora                | In casa              | Risultato          | Trasferta          | Record             | Luogo                                                  |
| ----- | ------------------ | ------------------ | -------------------- | ------------------ | ------------------ | ------------------ | ------------------------------------------------------ |
| 1     | 11 settembre 2016  | 10:00              | New Orleans Saints   | V 34-35            | Oakland Raiders    | 1-0                | Mercedes-Benz Superdome (New Orleans, Louisiana)       |
| 2     | 18 settembre 2016  | 13:25              | Oakland Raiders      | S 28-35            | Atlanta Falcons    | 1-1                | Oakland-Alameda County Coliseum (Oakland, California)  |
| 3     | 25 settembre 2016  | 10:00              | Tennessee Titans     | V 10-17            | Oakland Raiders    | 2-1                | Nissan Stadium (Nashville, Tennessee)                  |
| 4     | 2 ottobre 2016     | 10:00              | Baltimore Ravens     | V 27-28            | Oakland Raiders    | 3-1                | M&T Bank Stadium (Baltimora, Maryland)                 |
| 5     | 9 ottobre 2016     | 13:25              | Oakland Raiders      | V 34-31            | San Diego Chargers | 4-1                | Oakland-Alameda County Coliseum (Oakland, California)  |
| 6     | 16 ottobre 2016    | 13:05              | Oakland Raiders      | S 10-26            | Kansas City Chiefs | 4-2                | Oakland-Alameda County Coliseum (Oakland, California)  |
| 7     | 23 ottobre 2016    | 10:00              | Jacksonville Jaguars | V 16-33            | Oakland Raiders    | 5-2                | EverBank Field (Jacksonville, Florida)                 |
| 8     | 30 ottobre 2016    | 10:00              | Tampa Bay Buccaneers | V 24-30 (DTS)      | Oakland Raiders    | 6-2                | Raymond James Stadium (Tampa, Florida)                 |
| 9     | 6 novembre 2016    | 17:30              | Oakland Raiders      | V 30-20            | Denver Broncos     | 7-2                | Oakland-Alameda County Coliseum (Oakland, California)  |
| 10    | Settimana di pausa | Settimana di pausa | Settimana di pausa   | Settimana di pausa | Settimana di pausa | Settimana di pausa | Settimana di pausa                                     |
| 11    | 21 novembre 2016   | 17:30              | Oakland Raiders      | V 27-20            | Houston Texans     | 8-2                | Stadio Azteca (Città del Messico, Messico)             |
| 12    | 27 novembre 2016   | 13:25              | Oakland Raiders      | V 35-32            | Carolina Panthers  | 9-2                | Oakland-Alameda County Coliseum (Oakland, California)  |
| 13    | 4 dicembre 2016    | 13:05              | Oakland Raiders      | V 38-24            | Buffalo Bills      | 10-2               | Oakland-Alameda County Coliseum (Oakland, California)  |
| 14    | 8 dicembre 2016    | 17:25              | Kansas City Chiefs   | S 21-13            | Oakland Raiders    | 10-3               | Arrowhead Stadium (Kansas City, Missouri)              |
| 15    | 18 dicembre 2016   | 13:05              | San Diego Chargers   | V 16-19            | Oakland Raiders    | 11-3               | Qualcomm Stadium (San Diego, California)               |
| 16    | 24 dicembre 2016   | 13:05              | Oakland Raiders      | V 33-25            | Indianapolis Colts | 12-3               | Oakland-Alameda County Coliseum (Oakland, California)  |
| 17    | 1 gennaio 2017     | 13:25              | Denver Broncos       | S 24-6             | Oakland Raiders    | 12-4               | Sports Authority Field at Mile High (Denver, Colorado) |

### Playoffs
| Playoff Round | Data           | Ora   | In casa        | Risultato | Trasferta       | Record | Luogo                        |
| ------------- | -------------- | ----- | -------------- | --------- | --------------- | ------ | ---------------------------- |
| Wild Card     | 7 gennaio 2017 | 15:35 | Houston Texans | S 27-14   | Oakland Raiders | 0-1    | NRG Stadium (Houston, Texas) |

## Classifiche

### AFC West
| Pos | Squadra               | V  | S  | P | %    | Div | Conf | PF  | PS  | Striscia |
| --- | --------------------- | -- | -- | - | ---- | --- | ---- | --- | --- | -------- |
| 1.  | (2)Kansas City Chiefs | 12 | 4  | 0 | .750 | 6-0 | 9-3  | 389 | 311 | 2 V      |
| 2.  | (5)Oakland Raiders    | 12 | 4  | 0 | .750 | 3-3 | 9-3  | 416 | 385 | 1 S      |
| 3.  | Denver Broncos        | 9  | 7  | 0 | .563 | 2-4 | 6-6  | 333 | 297 | 1 V      |
| 4.  | San Diego Chargers    | 5  | 11 | 0 | .313 | 1-5 | 4-8  | 410 | 423 | 5 S      |

### American Football Conference
| Pos                 | Squadra              | Division           | V                  | S                  | P                  | %                  | Div                | Conf               | SOS                | SOV                | Striscia           |
| Leader di division  | Leader di division   | Leader di division | Leader di division | Leader di division | Leader di division | Leader di division | Leader di division | Leader di division | Leader di division | Leader di division | Leader di division |
| ------------------- | -------------------- | ------------------ | ------------------ | ------------------ | ------------------ | ------------------ | ------------------ | ------------------ | ------------------ | ------------------ | ------------------ |
| 1.                  | New England Patriots | East               | 14                 | 2                  | 0                  | .875               | 5-1                | 11-1               | .439               | .424               | 7 V                |
| 2.                  | Kansas City Chiefs   | West               | 12                 | 4                  | 0                  | .750               | 6-0                | 9-3                | .508               | .479               | 2 V                |
| 3.                  | Pittsburgh Steelers  | North              | 11                 | 5                  | 0                  | .688               | 5-1                | 9-3                | .494               | .423               | 7 V                |
| 4.                  | Houston Texans       | South              | 9                  | 7                  | 0                  | .563               | 5-1                | 7-5                | .502               | .427               | 1 S                |
| Wild card           |                      |                    |                    |                    |                    |                    |                    |                    |                    |                    |                    |
| 5.                  | Oakland Raiders      | West               | 12                 | 4                  | 0                  | .750               | 3-3                | 9-3                | .504               | .443               | 1 S                |
| 6.                  | Miami Dolphins       | East               | 10                 | 6                  | 0                  | .625               | 4-2                | 7-5                | .455               | .341               | 1 S                |
| Escluse dai playoff |                      |                    |                    |                    |                    |                    |                    |                    |                    |                    |                    |
| 7.                  | Tennessee Titans     | South              | 9                  | 7                  | 0                  | .563               | 2-4                | 6-6                | .465               | .458               | 1 V                |
| 8.                  | Denver Broncos       | West               | 9                  | 7                  | 0                  | .563               | 2-4                | 6-6                | .549               | .455               | 1 V                |
| 9.                  | Baltimore Ravens     | North              | 8                  | 8                  | 0                  | .500               | 4.2                | 7-5                | .498               | .363               | 2 S                |
| 10.                 | Indianapolis Colts   | South              | 8                  | 8                  | 0                  | .500               | 3-3                | 5-7                | .492               | .406               | 1 V                |
| 11.                 | Buffalo Bills        | East               | 7                  | 9                  | 0                  | .438               | 1-5                | 4-8                | .482               | .339               | 2 S                |
| 12.                 | Cincinnati Bengals   | North              | 6                  | 9                  | 1                  | .406               | 3-3                | 5-7                | .521               | .333               | 1 V                |
| 13.                 | New York Jets        | East               | 5                  | 11                 | 0                  | .313               | 2-4                | 4-8                | .518               | .313               | 1 V                |
| 14.                 | San Diego Chargers   | West               | 5                  | 11                 | 0                  | .313               | 1-5                | 4-8                | .543               | .513               | 5 S                |
| 15.                 | Jacksonville Jaguars | South              | 3                  | 13                 | 0                  | .188               | 2-4                | 2-10               | .527               | .417               | 1 S                |
| 16.                 | Cleveland Browns     | North              | 1                  | 15                 | 0                  | .063               | 0-6                | 1-11               | .549               | .313               | 1 S                |

Note
- Sotto la colonna SOV è indicata la percentuale della Strenght of Victory, statistica che riporta la percentuale di vittoria delle squadre battute da una particolare squadra (il valore assume rilievo come discriminante ai fini della classifica in caso di un record stagionale identico fra due squadre).
- Sotto la colonna SOS è indicata la percentuale della Strenght of Schedule, valore determinato da una formula che calcola la percentuale di vittoria di tutte le squadre che una singola squadra deve affrontare durante la stagione (il valore, insieme alla SOV, assume rilievo come discriminante ai fini della classifica in caso di un record stagionale identico fra due squadre).

- Sotto la colonna Div è indicato il bilancio vittorie-sconfitte (record) contro le squadre appartenenti alla stessa division di appartenenza (AFC West).
- Sotto la colonna Conf viene indicato il record contro le squadre appartenenti alla stessa conference di appartenenza (AFC).

## Staff
| Staff degli Oakland Raiders |
| --- |
| Organi dirigenziali - Proprietario: Mark Davis - Presidente: Marc Badain - Vicepres. esecutivo/Cons. generale: Dan Ventrelle - General Manager: Reggie McKenzie - Dir. amministrazione del football: Tom Delaney - Dir. personale dei giocatori: Joey Clinkscales - Dir. personale professionistico: Dane Van Der Nat - Dir. osservatori dei college: Shaun Herock Capo allenatore - Jack Del Rio Altri allenatori - Prep. atletico: Joe Gomes - Ass. p.a.: Darryl Eto - Ass. p.a.: Kevin Kijowski - Ass. p.a.: Wesley Miller Allenatori dell'attacco - Coord. offensivo: Bill Musgrave - Quarterback: Todd Downing - Ass. Quarterback: Jake Peetz - Running Back: Bernie Parmalee - Wide Receiver: Rob Moore - Tight End: Bobby Johnson - Linea offensiva: Mike Tice - Ass. linea offensiva: Tim Holt - Controllo qualità attacco: Nick Holz Allenatori della difesa - Coord. difensivo: Ken Norton Jr. - Linea difensiva: Jethro Franklin - Linebacker: Sal Sunseri - Ass. Linebacker: Brent Vieselmeyer - Defensive Back: Marcus Robertson - Ass. Defensive Back: Rod Woodson - Controllo qualità difesa: Travis Smith - Assistente difesa: Sam Anno Allenatori dello special team - Coord. special team: Brad Seely - Ass. special team: Tracy Smith |

## Roster
| Roster degli Oakland Raiders |
| --- |
| Quarterback - 4 Derek Carr - 8 Connor Cook - 14 Matt McGloin Running Back - 22 Taiwan Jones KR - 28 Latavius Murray - 32 Jalen Richard - 33 DeAndre Washington - 49 Jamize Olawale FB Wide Receiver - 10 Seth Roberts - 15 Michael Crabtree - 16 Johnny Holton - 18 Andre Holmes - 89 Amari Cooper Tight End - 81 Mychal Rivera - 85 Ryan O'Malley - 88 Clive Walford Offensive Linemen - 61 Rodney Hudson C - 66 Gabe Jackson G - 70 Kelechi Osemele G - 71 Menelik Watson T - 72 Donald Penn T - 73 Matt McCants T - 74 Vadal Alexander G - 76 Jon Feliciano G - 77 Austin Howard T - 79 Denver Kirkland G Defensive Linemen - 52 Khalil Mack DE - 75 Darius Latham DT - 78 Justin Ellis DT - 90 Dan Williams DT - 92 Stacy McGee DT - 95 Jihad Ward DE - 96 Denico Autry DE Linebacker - 50 Ben Heeney - 51 Bruce Irvin - 53 Malcolm Smith OLB - 54 Perry Riley MLB - 56 Daren Bates OLB - 57 Cory James LB - 91 Shilique Calhoun OLB Defensive Back - 20 Nate Allen FS - 21 Sean Smith CB - 23 Dexter McDonald CB - 25 D.J. Hayden CB - 27 Reggie Nelson FS - 29 David Amerson CB - 32 Antonio Hamilton FS - 38 T.J. Carrie CB - 39 Keith McGill CB - 41 Brynden Trawick S - 42 Karl Joseph S Special Team - 7 Marquette King P - 11 Sebastian Janikowski K - 59 Jon Condo LS Lista delle riserve - 30 SaQwan Edwards Jr. DE (IR) - 50 Ben Heeney MLB (IR) - 58 Neiron Ball OLB (IR) - 82 Gabe Holmes TE (IR) - 86 Lee Smith TE (IR) - 97 Mario Edwards Jr. DE (IR) - 99 Aldon Smith OLB-SUSP Squadra di allenamento - -- Tyrell Adams LB - 19 Jaydon Mickens WR - 40 Kenneth Durden CB - 47 James Cowser DE - 55 Darnell Sankey LB - 63 Branden Jackson DE - 67 Oni Omoile G - 69 Takoby Cofield T - 80 K.J. Brent WR - 93 Jimmy Bean DE Roster aggiornato al 7 ottobre 2016 53 attivi, 7 inattivi, 9 nella squadra di allenamento |
| Legenda - I rookie sono in corsivo. - Il primo ruolo è il principale mentre gli eventuali successivi indicano i ruoli secondari. - (IR) sta per Injured Reserve ed indica la lista ristretta per un solo giocatore infortunato che può tornare ad allenarsi dopo la settimana 6 e a rientrare in prima squadra dopo che questa ha giocato 8 partite. - (NF-Inj.) / (NF-Ill.) stanno rispettivamente per Non-Football Injured e Non-Football Illness ed indicano le liste dove viene inserito un giocatore che ha un infortunio o una malattia non dipendente dal football americano. - (PUP) sta per Physically Unable to Perform ed indica la lista dove viene inserito un giocatore mentre è in attesa di recuperare la condizione fisica. Nella stagione regolare dopo la sesta partita giocata dalla propria squadra, il giocatore ha tempo tre settimane per riprendere ad allenarsi, più tre settimane aggiuntive dal suo rientro agli allenamenti per rientrare in prima squadra. |

## Titolari
In corsivo i giocatori al primo anno di carriera in NFL (rookie).

### Attacco

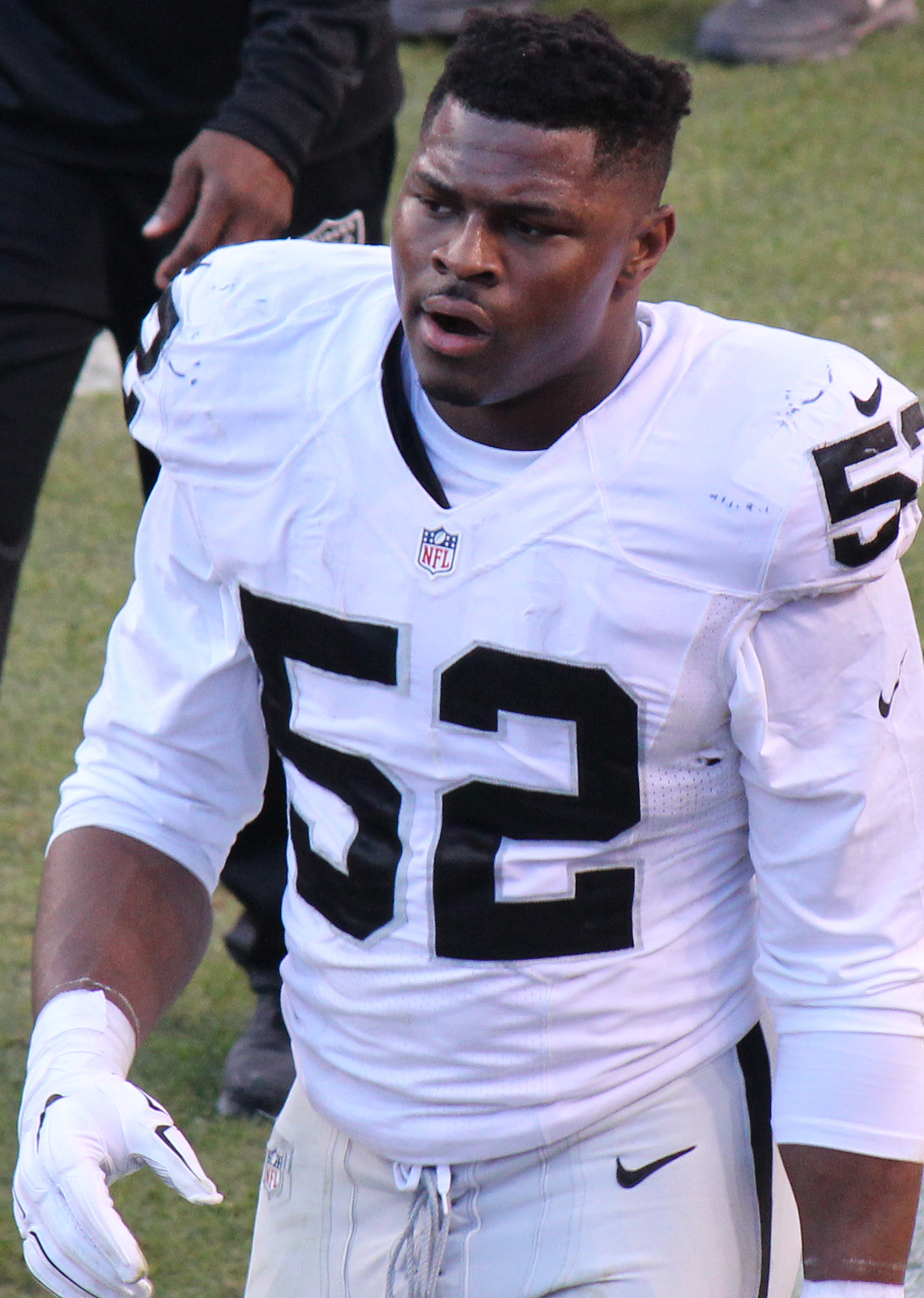
Khalil Mack, trasformato da coach Del Rio in defensive end dopo aver giocato la sua prima stagione in NFL (e tutta la sua carriera nel college football) come linebacker.

| Ruolo | Primo            | Secondo         | Terzo              | Altri         |
| ----- | ---------------- | --------------- | ------------------ | ------------- |
| WR    | Michael Crabtree | Seth Roberts    |                    |               |
| LT    | Donald Penn      | Matt McCants    |                    |               |
| LG    | Kelechi Osemele  | Jon Feliciano   | Denver Kirkland    |               |
| C     | Rodney Hudson    | Jon Feliciano   |                    |               |
| RG    | Gabe Jackson     | Vadal Alexander |                    |               |
| RT    | Menelik Watson   | Austin Howard   |                    |               |
| TE    | Lee Smith        | Clive Walford   | Mychal Rivera      |               |
| WR    | Amari Cooper     | Andre Holmes    | Johnny Holton      |               |
| QB    | Derek Carr       | Matt McGloin    | Connor Cook        |               |
| RB    | Latavius Murray  | Taiwan Jones    | DeAndré Washington | Jalen Richard |
| FB    | Jamize Olawale   |                 |                    |               |

### Difesa
| Ruolo | Primo         | Secondo          | Terzo            | Altri |
| ----- | ------------- | ---------------- | ---------------- | ----- |
| DE    | Jihad Ward    | Denico Autry     |                  |       |
| DT    | Dan Williams  | Stacy McGee      |                  |       |
| NT    | Justin Ellis  | Darius Latham    |                  |       |
| DE    | Khalil Mack   | Jihad Ward       |                  |       |
| SLB   | Bruce Irvin   | Shilique Calhoun |                  |       |
| MLB   | Cory James    | Ben Heeney       |                  |       |
| WLB   | Malcolm Smith | Daren Bates      |                  |       |
| LCB   | David Amerson | DJ Hayden        | Antonio Hamilton |       |
| RCB   | Sean Smith    | TJ Carrie        | Dexter McDonald  |       |
| FS    | Reggie Nelson | Nate Allen       | Brynden Trawick  |       |
| SS    | Karl Joseph   | Keith McGill III |                  |       |

### Special Teams
| Ruolo | Primo                | Secondo            | Terzo         | Altri |
| ----- | -------------------- | ------------------ | ------------- | ----- |
| P     | Marquette King       |                    |               |       |
| K     | Sebastian Janikowski |                    |               |       |
| H     | Marquette King       |                    |               |       |
| LS    | Jon Condo            |                    |               |       |
| KR    | Taiwan Jones         | DeAndré Washington | Johnny Holton |       |
| PR    | TJ Carrie            | DeAndré Washington | Jalen Richard |       |

## Premi
- Khalil Mack:

miglior difensore dell'anno della NFL